# Acció d'Einstein-Hilbert
L'acció d'Einstein-Hilbert en relativitat general és l'acció que produeix les equacions de camp d'Einstein mitjançant el principi d'acció estacionària. Amb la signatura mètrica (− + + +), la part gravitatòria de l'acció es dóna com
{\displaystyle S={1 \over 2\kappa }\int R{\sqrt {-g}}\,\mathrm {d} ^{4}x,}
on {\displaystyle g=\det(g_{\mu \nu })} és el determinant de la matriu tensor mètrica, {\displaystyle R} és l'escalar de Ricci, i {\displaystyle \kappa =8\pi Gc^{-4}} és la constant gravitatòria d'Einstein ({\displaystyle G} és la constant gravitatòria i {\displaystyle c} és la velocitat de la llum en el buit). Si convergeix, la integral es pren sobre tot l'espai-temps. Si no convergeix, {\displaystyle S} ja no està ben definida, però una definició modificada on s'integra sobre dominis arbitràriament grans i relativament compactes, encara produeix l'equació d'Einstein com l'equació d'Euler-Lagrange de l'acció d'Einstein-Hilbert. L'acció va ser proposada per David Hilbert el 1915 com a part de la seva aplicació del principi variacional a una combinació de gravetat i electromagnetisme. :119

## Discussió
Derivar equacions de moviment a partir d'una acció té diversos avantatges. En primer lloc, permet una fàcil unificació de la relativitat general amb altres teories clàssiques de camp (com la teoria de Maxwell), que també es formulen en termes d'acció. En el procés, la derivació identifica un candidat natural per al terme font que acobla la mètrica als camps de matèria. A més, les simetries de l'acció permeten identificar fàcilment les quantitats conservades mitjançant el teorema de Noether.
En la relativitat general, l'acció s'assumeix que és una funcionalitat de la mètrica (i dels camps de matèria), i la connexió ve donada per la connexió Levi-Civita. La formulació de la relativitat general de Palatini assumeix que la mètrica i la connexió són independents, i varia respecte a ambdues de manera independent, la qual cosa permet incloure camps de matèria fermiònica amb espín no enter.
Les equacions d'Einstein en presència de matèria es donen afegint l'acció de la matèria a l'acció d'Einstein-Hilbert.

## Derivació d'equacions de camp d'Einstein
Suposem que l'acció completa de la teoria ve donada pel terme d'Einstein-Hilbert més un terme {\displaystyle {\mathcal {L}}_{\mathrm {M} }} descrivint qualsevol camp de la matèria que apareix a la teoria.

| {\displaystyle S=\int \left[{\frac {1}{2\kappa }}R+{\mathcal {L}}_{\mathrm {M} }\right]{\sqrt {-g}}\,\mathrm {d} ^{4}x}. | \| \| \| \| \| \| \| \| | (1) |
| |                         |     |
| |                         |     |
Aleshores, el principi d'acció estacionària ens diu que per recuperar una llei física, hem d'exigir que la variació d'aquesta acció respecte a la mètrica inversa sigui zero, donant lloc a
{\displaystyle {\begin{aligned}0&=\delta S\\&=\int \left[{\frac {1}{2\kappa }}{\frac {\delta \left({\sqrt {-g}}R\right)}{\delta g^{\mu \nu }}}+{\frac {\delta \left({\sqrt {-g}}{\mathcal {L}}_{\mathrm {M} }\right)}{\delta g^{\mu \nu }}}\right]\delta g^{\mu \nu }\,\mathrm {d} ^{4}x\\&=\int \left[{\frac {1}{2\kappa }}\left({\frac {\delta R}{\delta g^{\mu \nu }}}+{\frac {R}{\sqrt {-g}}}{\frac {\delta {\sqrt {-g}}}{\delta g^{\mu \nu }}}\right)+{\frac {1}{\sqrt {-g}}}{\frac {\delta \left({\sqrt {-g}}{\mathcal {L}}_{\mathrm {M} }\right)}{\delta g^{\mu \nu }}}\right]\delta g^{\mu \nu }{\sqrt {-g}}\,\mathrm {d} ^{4}x\end{aligned}}}
Atès que aquesta equació hauria de ser vàlida per a qualsevol variació {\displaystyle \delta g^{\mu \nu }}, implica que
{\displaystyle {\frac {\delta R}{\delta g^{\mu \nu }}}+{\frac {R}{\sqrt {-g}}}{\frac {\delta {\sqrt {-g}}}{\delta g^{\mu \nu }}}=-2\kappa {\frac {1}{\sqrt {-g}}}{\frac {\delta ({\sqrt {-g}}{\mathcal {L}}_{\mathrm {M} })}{\delta g^{\mu \nu }}}}
és l'equació de moviment del camp mètric. El costat dret d'aquesta equació és (per definició) proporcional al tensor esforç-energia,
{\displaystyle T_{\mu \nu }:={\frac {-2}{\sqrt {-g}}}{\frac {\delta ({\sqrt {-g}}{\mathcal {L}}_{\mathrm {M} })}{\delta g^{\mu \nu }}}=-2{\frac {\delta {\mathcal {L}}_{\mathrm {M} }}{\delta g^{\mu \nu }}}+g_{\mu \nu }{\mathcal {L}}_{\mathrm {M} }}
Per calcular el costat esquerre de l'equació necessitem les variacions de l'escalar de Ricci {\displaystyle R} i el determinant de la mètrica. Aquests es poden obtenir mitjançant càlculs estàndard de llibres de text com el que es mostra a continuació, que es basa fortament en el donat a Carroll (2004).

## Constant cosmològica
Quan s'inclou una constant cosmològica Λ en el Lagrangià, l'acció:
{\displaystyle S=\int \left[{\frac {1}{2\kappa }}(R-2\Lambda )+{\mathcal {L}}_{\mathrm {M} }\right]{\sqrt {-g}}\,\mathrm {d} ^{4}x}
Prenent variacions respecte a la mètrica inversa:
{\displaystyle {\begin{aligned}\delta S&=\int \left[{\frac {\sqrt {-g}}{2\kappa }}{\frac {\delta R}{\delta g^{\mu \nu }}}+{\frac {R}{2\kappa }}{\frac {\delta {\sqrt {-g}}}{\delta g^{\mu \nu }}}-{\frac {\Lambda }{\kappa }}{\frac {\delta {\sqrt {-g}}}{\delta g^{\mu \nu }}}+{\sqrt {-g}}{\frac {\delta {\mathcal {L}}_{\mathrm {M} }}{\delta g^{\mu \nu }}}+{\mathcal {L}}_{\mathrm {M} }{\frac {\delta {\sqrt {-g}}}{\delta g^{\mu \nu }}}\right]\delta g^{\mu \nu }\mathrm {d} ^{4}x\\&=\int \left[{\frac {1}{2\kappa }}{\frac {\delta R}{\delta g^{\mu \nu }}}+{\frac {R}{2\kappa }}{\frac {1}{\sqrt {-g}}}{\frac {\delta {\sqrt {-g}}}{\delta g^{\mu \nu }}}-{\frac {\Lambda }{\kappa }}{\frac {1}{\sqrt {-g}}}{\frac {\delta {\sqrt {-g}}}{\delta g^{\mu \nu }}}+{\frac {\delta {\mathcal {L}}_{\mathrm {M} }}{\delta g^{\mu \nu }}}+{\frac {{\mathcal {L}}_{\mathrm {M} }}{\sqrt {-g}}}{\frac {\delta {\sqrt {-g}}}{\delta g^{\mu \nu }}}\right]\delta g^{\mu \nu }{\sqrt {-g}}\,\mathrm {d} ^{4}x\end{aligned}}}
Utilitzant el principi d'acció:
{\displaystyle 0=\delta S={\frac {1}{2\kappa }}{\frac {\delta R}{\delta g^{\mu \nu }}}+{\frac {R}{2\kappa }}{\frac {1}{\sqrt {-g}}}{\frac {\delta {\sqrt {-g}}}{\delta g^{\mu \nu }}}-{\frac {\Lambda }{\kappa }}{\frac {1}{\sqrt {-g}}}{\frac {\delta {\sqrt {-g}}}{\delta g^{\mu \nu }}}+{\frac {\delta {\mathcal {L}}_{\mathrm {M} }}{\delta g^{\mu \nu }}}+{\frac {{\mathcal {L}}_{\mathrm {M} }}{\sqrt {-g}}}{\frac {\delta {\sqrt {-g}}}{\delta g^{\mu \nu }}}}
Combinant aquesta expressió amb els resultats obtinguts abans
{\displaystyle {\begin{aligned}{\frac {\delta R}{\delta g^{\mu \nu }}}&=R_{\mu \nu }\\{\frac {1}{\sqrt {-g}}}{\frac {\delta {\sqrt {-g}}}{\delta g^{\mu \nu }}}&={\frac {-g_{\mu \nu }}{2}}\\T_{\mu \nu }&={\mathcal {L}}_{\mathrm {M} }g_{\mu \nu }-2{\frac {\delta {\mathcal {L}}_{\mathrm {M} }}{\delta g^{\mu \nu }}}\end{aligned}}}
Es pot obtenir:
{\displaystyle {\begin{aligned}{\frac {1}{2\kappa }}R_{\mu \nu }+{\frac {R}{2\kappa }}{\frac {-g_{\mu \nu }}{2}}-{\frac {\Lambda }{\kappa }}{\frac {-g_{\mu \nu }}{2}}+\left({\frac {\delta {\mathcal {L}}_{\mathrm {M} }}{\delta g^{\mu \nu }}}+{\mathcal {L}}_{\mathrm {M} }{\frac {-g_{\mu \nu }}{2}}\right)&=0\\R_{\mu \nu }-{\frac {R}{2}}g_{\mu \nu }+\Lambda g_{\mu \nu }+\kappa \left(2{\frac {\delta {\mathcal {L}}_{\mathrm {M} }}{\delta g^{\mu \nu }}}-{\mathcal {L}}_{\mathrm {M} }g_{\mu \nu }\right)&=0\\R_{\mu \nu }-{\frac {R}{2}}g_{\mu \nu }+\Lambda g_{\mu \nu }-\kappa T_{\mu \nu }&=0\end{aligned}}}
Amb {\textstyle \kappa ={\frac {8\pi G}{c^{4}}}}, l'expressió es converteix en les equacions de camp amb una constant cosmològica:
{\displaystyle R_{\mu \nu }-{\frac {1}{2}}g_{\mu \nu }R+\Lambda g_{\mu \nu }={\frac {8\pi G}{c^{4}}}T_{\mu \nu }.}